# Jurij Kerpatenko
Jurij Leonidovyč Kerpatenko (ukr. Юрій Леонідович Керпатенко; 9. září 1976, Cherson – říjen 2022, tamtéž) byl ukrajinský dirigent, který byl od roku 2004 hlavním dirigentem chersonského Hudebního a dramatického divadla Mykoly Kuliše. Od roku 2000 také působil v Chersonské filharmonii.
Kerpatenko byl zavražděn ve svém domě ruskými vojáky poté, co odmítl dirigovat koncert pořádaný ruskými okupačními silami.

## Život
Kerpatenko vystudoval hudební školu v Chersonu, v roce 2000 absolvoval kyjevskou konzervatoř. V roce 2000 se stal hlavním dirigentem komorního orchestru Chersonské regionální filharmonie. Od roku 2004 byl také šéfdirigentem Hudebního a dramatického divadla Mykoly Kuliše.
Během ruské okupace Chersonské oblasti Kerpatenko dával veřejně najevo své protiruské postoje na Facebooku až do května 2022.

## Smrt

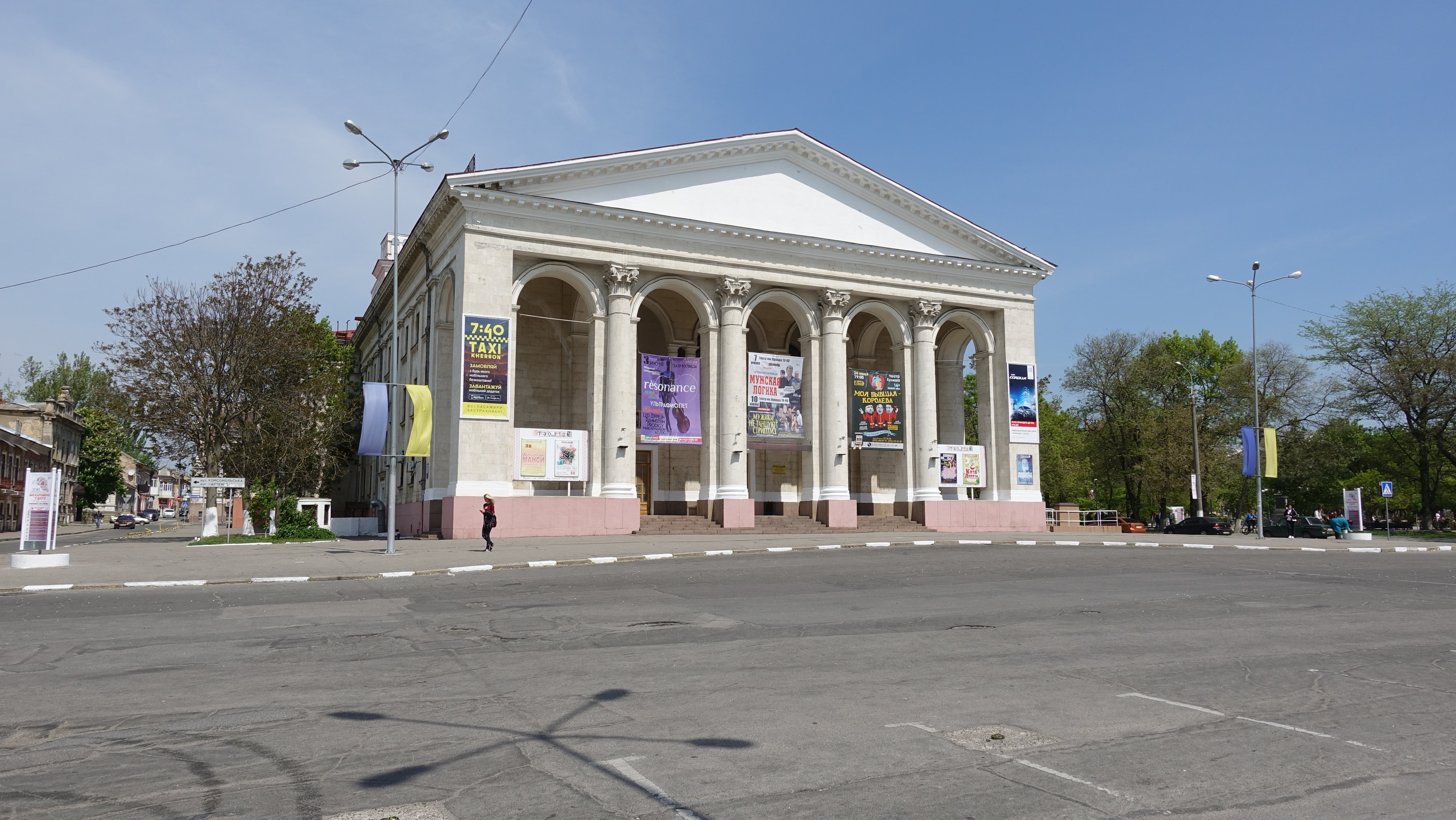
Divadlo Mykoly Kuliše, kde byl Kerpatenko hlavním dirigentem

V září 2022 rodinní příslušníci s Kerpatenkem ztratili kontakt. Ministerstvo kultury a informační politiky Ukrajiny oznámilo, že se odmítl zúčastnit koncertu, plánovaného na 1. října 2022 ruskými okupanty. Koncert měl být důkazem údajného „obnovení pokojného mírového života“ v Chersonu. Později ministerstvo informovalo, že byl Kerpatenko zastřelen ve svém domě ruskou armádou. Jeho smrt byla oznámena 14. října 2022.
„Zvláště dráždivá pro zástupce ruských zvláštních služeb byla skutečnost, že Kerpatenko je rusky mluvící. Vyrůstal s ruskou kulturou a ruskou hudbou, měl také přátele v Rusku. Jasně však nastínil hranici mezi ruskou kulturou a způsobem, jakým ji Putinův režim používá pro své zločinné účely,“ uvedl novinář Oleg Elisejev.
Ukrajinská spisovatelka Victoria Amelina v souvislosti s Kerpatenkovou násilnou smrtí připomněla osud ukrajinského dramatika Mykoly Kuliše, na jehož počest je pojmenováno divadlo, kde byl Kerpatenko hlavním dirigentem. Kuliš byl v prosinci 1934 zatčen agenty NKVD a poslán do soloveckého gulagu. Patřil do jednoho ze „ztracených transportů“ vězňů z roku 1937. Dne 3. listopadu 1937 byl zastřelen s dalšími 289 příslušníky ukrajinské inteligence na tradičním místě bolševických masakrů zvaném Sandarmoh v Karélii.